# Amber Bondin
Pour les articles homonymes, voir Amber (homonymie).
Amber Bondin, plus connue sous le nom Amber est une chanteuse maltaise.

## Eurovision
Le 22 novembre 2014, elle remporte la préselection Malta Eurovision Song Contest avec la chanson Warrior (Guerrière) et est choisie pour représenter Malte au Concours Eurovision de la chanson 2015 à Vienne, en Autriche. Le 21 mai 2015, lors de la seconde demi-finale, elle échoue à faire partie des 10 qualifiés pour la finale, en obtenant 43 points et se classant 11e.